# القبول (بعدان)

تعديل مصدري - تعديل

القبول هي إحدى قرى عزلة الحرث بمديرية بعدان التابعة لمحافظة إب، بلغ تعداد سكانها 175 نسمة حسب تعداد اليمن لعام 2004.